# グリーゼ357d
グリーゼ357dとはハビタブルゾーン内を公転している太陽系外惑星（スーパー・アース）である。太陽系からうみへび座 の方向に31光年離れたグリーゼ357の周囲を公転している。

## 概要
グリーゼ357dはTESSによって発見され、2019年7月に公表された。惑星の存在を確認するデータはグリーゼ357bのTESSによる発見とともに1998年の観測データを解析して発見された。グリーゼ357dは主星に近いがグリーゼ357が太陽よりも小さい恒星であるため受け取るエネルギーは火星程度である。その結果、平均気温は-64°F（-53°C）と推定されているが、この温度は人間は生き延びることが可能である。十分に厚い大気があれば、実際の気温ははるかに高くなる可能性があるとされる。人間が現代の宇宙船を使用すればたどり着くまでに約66万年かかる。惑星の質量は地球の6倍で、大きさは地球の2倍である。